# Slag bij Jadotstad
De Slag bij Jadotstad (nabij het hedendaagse Likasi) vond plaats in september 1961, tijdens interventies van de Verenigde Naties in het Katanga-conflict in Congo. Een door de VN uitgezonden compagnie van het 35e bataljon van het Ierse leger werd aangevallen door troepen die loyaal waren aan de Katangese president Moïse Tshombe, gesteund door Belgische, Franse en Rhodesische huurlingen. Het lichtbewapende Ierse leger hield zes dagen stand en moest zich overgeven toen ammunitie en watervoorraden opraakten.
De Ierse compagnie bestond uit ongeveer 150 man en moest het opnemen tegen tussen de naar schatting 500 en 5.000 man en een omgebouwd Fouga Magister-trainingsvliegtuig. Aan Ierse zijde vielen vijf gewonden, terwijl de zijde loyaal aan Tshombe naar schatting 300 doden en tot 1.000 gewonden telde.

## Aanleiding
Op woensdag 13 september 1961 gaf secretaris-generaal van de VN Dag Hammarskjöld toestemming voor een door de VN geleid militair offensief, genaamd Operatie Morthor. Doel van de Opération des Nations Unies au Congo (ONUC) was om huursoldaten die onder bevel stonden van de door de in juli 1960 afgescheiden staat Katanga een halt toe te roepen. Hoewel het mandaat van de VN voorschreef dat de ONUC-eenheden strikt onpartijdig dienden te blijven, meenden de politieke leiders van Katanga dat de VN zijn mandaat had gebroken en partij koos voor de tegenstander van Katanga, de centrale Congolese overheid.
Dag Hammarskjöld overleed ten tijde van het offensief, toen het vliegtuig waarmee hij naar de Katangese president Moïse Tshombe reisde om over een staakt-het-vuren te onderhandelen, boven Congo neerstortte. Hoewel destijds uitgegaan werd van een ongeluk, zijn er later bewijzen gevonden die theorieën staven dat het hier om een doelbewuste aanslag ging.
Na de start van Operatie Morthor reageerde het Katangese bewind met een tegenaanval op de geïsoleerde VN-basis bij Jadotstad, ongeveer 100 kilometer van het VN-hoofdkwartier in Elizabethstad (thans Lubumbashi).

## Afwikkeling
De Ierse compagnie werd bij terugkomst in eigen land stilletjes ontvangen. Hoewel commandant Pat Quinlan meerdere mannen had aangedragen voor een onderscheiding, is geen van deze destijds uitgereikt. De publieke opinie vond de vertoning bij Jadotstad vooral vernederend omdat de soldaten zich hadden overgegeven en gevangen waren genomen. Pas een halve eeuw later heeft de Ierse overheid de compagnie een officieel eerbetoon gegeven. Quinlan heeft dit niet meegemaakt: hij overleed in 1997.

## Boek en verfilming
Het door Declan Power geschreven boek over de gebeurtenissen, getiteld The Siege at Jadotville: The Irish Army's Forgotten Battle uit 2005 werd in 2016 verfilmd als The Siege of Jadotville. De première van de film, met daarin onder andere Jamie Dornan en Mark Strong, vond plaats tijdens het Galway Film Festival.
Afscheidingscrisis:
Katanga · Zuid-Kasaï · Invasie van Zuid-Kasaï
Belangrijkste operaties/gevechten: Force Publique-muiterijen · Congo-Stanleystad · ONUC · Operatie Rum Punch · Niemba hinderlaag · Slag om Kabalo · Slag bij Jadotstad · Operatie Unokat · Aanval op Kamp Massart · Operatie Grandslam · Kindu Bloedbad · Incident bij Port Francqui · Kanyarwanda-oorlog · Kwilu-opstand · Simba-opstand · Operaties Rode en Zwarte Draak · Operatie White Giant · Operatie Violettes Imperiales · Operatie Zuid · Operatie Banzi
Andere belangrijke gebeurtenissen:
Ontbinding van de Lumumba-regering · Moord op Lumumba · Overlijden van Dag Hammarskjöld